# Parlor, Bedroom and Bath (film fra 1920)
Parlor, Bedroom and Bath er en amerikansk stumfilm fra 1920 af Edward Dillon.

## Medvirkende
- Eugene Pallette som Reggie Irving
- Ruth Stonehouse som Polly Hathaway
- Kathleen Kirkham som Angelica Irving
- Charles H. West som Jeffrey Haywood
- Dorothy Wallace som Virginia Irving
- Helen Sullivan som Leila
- Henry Miller, Jr. som Ferdie Eaton
- George Periolat som Fred Leslie
- Josephine Hill som Nita Leslie
- Graham Pettie som Barkis